# Gran Premio de Doha de Motociclismo
El Gran Premio de Doha de Motociclismo es una carrera de motociclismo de velocidad que forma parte del calendario de la temporada 2021 de MotoGP.
Debe su nombre a que el Losail International Circuit se encuentra cerca de Doha, la capital de Catar. Debido a la pandemia del coronavirus, los grandes premios de Gran Premio de Argentina y Gran Premio de las Américas fueron postergados y por esa razón se van a disputar dos grandes premios en Losail, y por eso era necesario una nueva denominación para distinguirlo del Gran Premio de Catar.

## Ganadores del Gran Premio de Doha

### Por año
| Año  | Circuito | Moto3        | Moto3       | Moto2     | Moto2       | MotoGP           | MotoGP      |
| Año  | Circuito | Piloto       | Constructor | Piloto    | Constructor | Piloto           | Constructor |
| ---- | -------- | ------------ | ----------- | --------- | ----------- | ---------------- | ----------- |
| 2021 | Losail   | Pedro Acosta | KTM         | Sam Lowes | Kalex       | Fabio Quartararo | Yamaha      |